# Kołyszki
Kołyszki (biał. Колышкі, Kołyszki; ros. Колышки, Kołyszki) – wieś na Białorusi, w obwodzie grodzieńskim, w rejonie lidzkim, w sielsowiecie Krupa, nad Lidzieją, w pobliżu Lidy i przy drodze republikańskiej R89.

## Historia
W XIX i w początkach XX w. wieś i folwark położone w Rosji, w guberni wileńskiej, w powiecie lidzkim, w gminie Lida. Siedziba okręgu wiejskiego.
W dwudziestoleciu międzywojennym wieś leżąca w Polsce, w województwie nowogródzkim, w powiecie lidzkim, w gminie Lida. W 1921 miejscowość liczyła 39 mieszkańców, zamieszkałych w 7 budynkach, wyłącznie Polaków wyznania rzymskokatolickiego.
Jednym z osadników wojskowych, którzy otrzymali ziemię w Kołyszkach był Józef Zadurski, kawaler Orderu Virtuti Militari.
Po II wojnie światowej w granicach Związku Sowieckiego. Od 1991 w niepodległej Białorusi.